# Margherita di Montcada
Margherita di Montcada o di Béarn; in occitano Margarida de Bearn e in francese Marguerite de Béarn (verso la metà del secolo XIII (1245 circa) – 1310 circa) è stata contessa consorte di Foix, dal 1265 e Coprincipessa consorte di Andorra, dal 1278 al 1302, Viscontessa di Béarn, dal 1290 e Viscontessa di Marsan dal 1310, alla sua morte.

## Origine
Margherita, sia secondo la Chroniques romanes des comtes de Foix, che secondo Pierre de Guibours, detto Père Anselme de Sainte-Marie o più brevemente Père Anselme, era la figlia secondogenita del Visconte di Béarn, Gastone VII e della Contessa di Bigorre e viscontessa di Marsan, Mathe di Matha, figlia della Contessa de Bigorre, Petronilla e del suo quinto marito, Bosone di Matha († 1247), signore di Cognac, come viene confermato dal documentato n° I del Procès pour la possession du comté de Bigorre (1254-1503).

Secondo la La Vasconie. Tables Généalogiques, Gastone VII di Béarn era figlio del signore di Moncada e Visconte di Béarn, Guglielmo II e della moglie, Garsenda di Provenza, figlia del conte di Provenza, Alfonso II e della moglie, l'erede della contea di Forcalquier, Garsenda di Sabran, figlia del Signore di Caylar e d'Ansouis, Raniero († dopo il 1209) appartenente alla famiglia de Sabran e di Garsenda di Forcalquier ( - prima del 1193), l'unica figlia del Conte di Forcalquier, Guglielmo IV d'Urgell e di Adelaide di Bezieres, di cui non si conoscono gli ascendenti.

## Biografia

Lo stemma che suo marito, Ruggero Bernardo III di Foix adottò dopo, che, nel 1290, con Margherita eran divenuti Visconti di Béarn.

Margherita fu data in moglie all'erede della contea di Foix, Ruggero Bernardo, che, come risulta dalla Chroniques romanes des comtes de Foix era il figlio maschio primogenito del conte di Foix, Ruggero IV e della moglie, Brunisenda di Cardona, figlia di Ramon Folch, visconte di Cardona, e di Inés, dama di Tarroja de Segarra, come risulta dal contratto di matrimonio, datato 1231, che prevedeva oltre il suo matrimonio anche quello di sua sorella, Esclarmonde con il fratello di Brunisenda, Raimondo Folco, erede della viscontea di Cardona, come risulta dal documento n° CLXIX, del 1231 della Histoire générale de Languedoc, Notes, tomus V. Il contratto di matrimonio tra Margherita e Ruggero Bernardo è datato ottobre 1252.
Suo suocero, Ruggero IV di Foix, che, come ci conferma Père Anselme, aveva fatto testamento nel 1263 morì nel 1265, e suo marito, Ruggero Bernardo gli succedette come Ruggero Bernardo III, sia nella contea di Foix, che nella Viscontea di Castelbon e nella Signoria di Andorra, sotto tutela della madre, Brunisenda.
Suo marito, Ruggero Bernardo III stipulò un accordo diplomatico con il vescovo di Urgell riguardo al possesso di Andorra, un piccolo territorio montano con una lunga storia di controversie riguardo alla sua signoria tra il vescovo e il conte. L'8 settembre del 1278, dopo lunghi negoziati, il conte e il vescovo conclusero un paréage, una forma di condominio, in merito alla regione contesa, divenendo entrambi Coprincipi di Andorra. Benché leggermente modificato poco dopo (lo stesso anno), il paréage resterà d'ora in poi il sistema di governo di Andorra, anche se la carica del Conte di Foix è stata devoluta al Presidente della Francia.
Suo padre, Gastone VII, che in un primo tempo aveva nominato sua erede la figlia primogenita, Costanza, nel suo testamento aveva dichiarato sua erede della viscontea di Béarn, Margherita, unanimemente accettata, sebbene non dalla sua terza figlia Mathe e suo marito il Conte d'Armagnac, Gerardo VI. Successivamente, Gastone dichiarò come nuova erede la sua quarta figlia Guglielmina, ma quando, egli morì il 26 aprile 1290, Ruggero Bernardo III, il marito di Margherita, prese subito possesso della viscontea di Bearn (maggio), divenendo entrambi visconti di Béarn e, nello stemma di Foix confluì anche quello di Béarn.
Nel 1293, dopo tre anni di pace, il nuovo Conte d'Armagnac, Bernardo VI, figlio di Mathe e Gerardo VI si oppose all'usurpazione di Béarn e iniziò una lunga guerra contro Ruggero Bernardo per i diritti delle loro rispettive, moglie e madre. Questa guerra durerà a lungo, fino al 1377.
Quando la summenzionata Guglielmina, vedova di Pietro di Aragona, figlio del re d'Aragona Pietro III, donò tutte le sue terre catalane al nuovo re d'Aragona Giacomo II nell'aprile del 1300, Ruggero Bernardo vi si oppose mettendosi in marcia alla testa delle sue truppe attraverso il passo del Colle del Puymorens. Morì a Tarascon-sur-Ariège il 3 marzo del 1302 e venne sepolto nell'Abbazia di Boulbonne, accanto ai suoi antenati.
Rimasta vedova, Margherita continuò ad essere viscontessa di Béarn, affiancata dall'unico figlio maschio, Gastone, che era succeduto al padre, sotto la sua tutela come Gastone I di Foix, che le succederà, come Gastone VIII di Béarn, dopo la sua morte nel 1310 circa, dopo che, in quello stesso anno, aveva ereditato dalla sorella Costanza il titolo di Viscontessa di Marsan.

## Figli
Margherita a Ruggero diede cinque figli:
- Gastone (1287 - 1315), conte di Foix e Visconte di Béarn[3]
- Constanza († dopo l'8 settembre 1332, data del suo testamento), che dopo essere stata fidanzata all'infante d'Aragona, Giacomo, nel 1296 aveva sposato Giovanni I di Lévis, figlio di Guido III, signore di Mirepoix[3]
- Mathe, che nel 1294 aveva sposato Bernardo IV conte di Astarac[3]
- Margherita († nel 1304 circa), che nel 1291 aveva sposato Bernardo IV Jordan, Signore de L'Isle-Jourdain[3]
- Brunissenda († prima del 1324), che nel 1298 aveva sposato Elia VII di Périgord[3].

### Fonti primarie
- (LA)  Histoire Générale de Languedoc, Tome V, Notess.
- (LA)  Histoire Générale de Languedoc, Preuves, Tome V.
- (LA)  (FR)  Procès pour la possession du comté de Bigorre (1254-1503).

### Letteratura storiografica
- (FR)  LA VASCONIE.
- (FR)  Histoire généalogique et chronologique de la maison royale de France, tous III.
- (FR)  Histoire générale des Alpes Maritimes ou Cottiènes par Marcellin Fornier, Continuation, Tome I.
- (OC, FR)  Chroniques romanes des comtes de Foix.